# ناحیه هندریکس، میشیگان
ناحیه هندریکس (به انگلیسی: Hendricks Township) یک منطقهٔ مسکونی در ایالات متحده آمریکا است که در شهرستان مکیناک، میشیگان واقع شده‌است.
 ناحیه هندریکس ۲۱۰٫۱ کیلومتر مربع مساحت و ۱۸۳ نفر جمعیت دارد و ۲۶۲ متر بالاتر از سطح دریا واقع شده‌است.